# Julian Święcicki

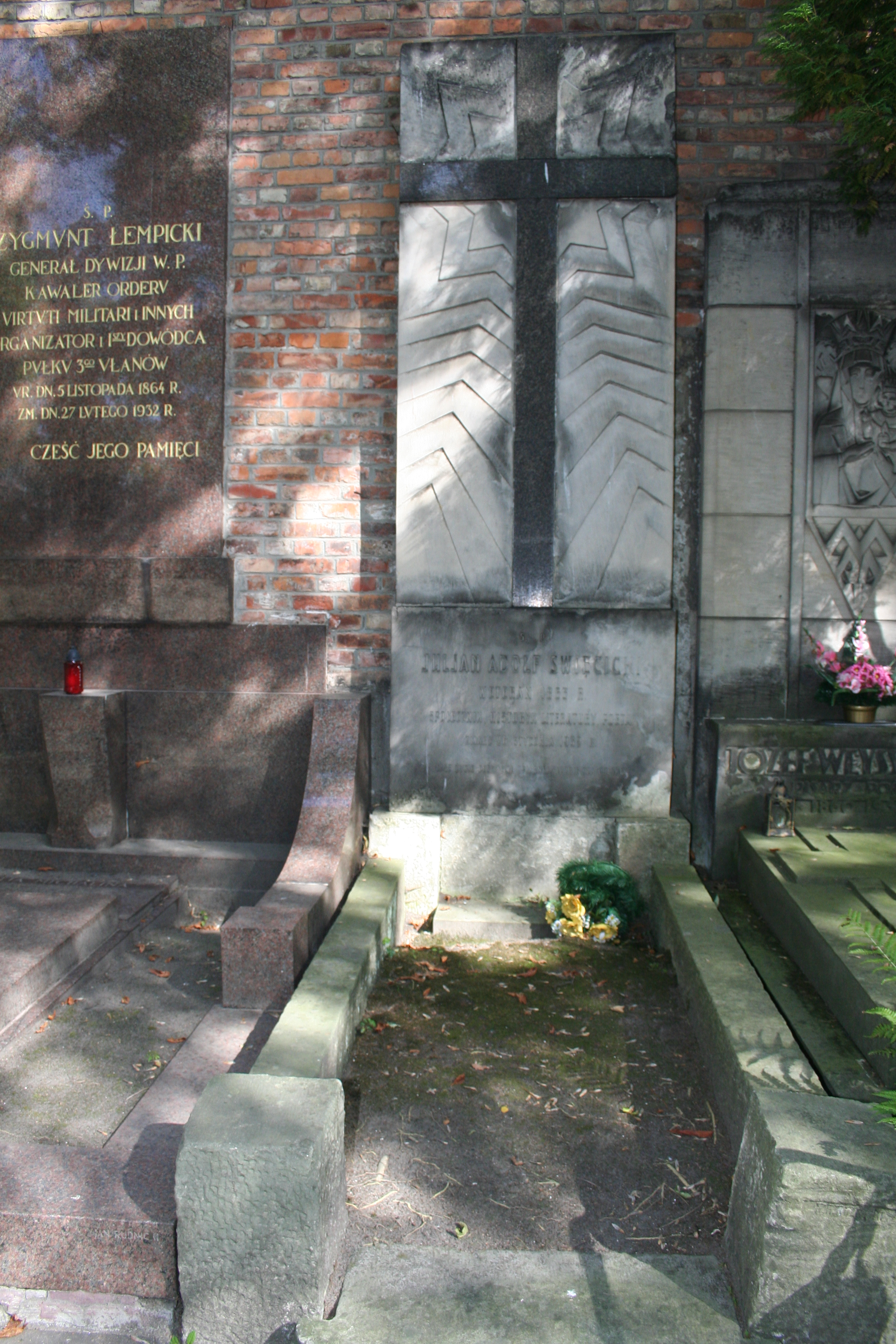
Grób Juliana Święcickiego na cmentarzu Powązkowskim w Warszawie

Julian Adolf Święcicki (ur. ok. 1850 w Kozienicach, zm. 26 stycznia 1932 w Warszawie) – polski pisarz i tłumacz z literatury hiszpańskiej, portugalskiej i francuskiej. Członek (1902-1914), wiceprezes (1912) „Komitetu budowy pomnika Fryderyka Chopina w Warszawie”, podporucznik weteran powstania styczniowego.

## Życiorys
Uczestnik powstania styczniowego, po odbyciu nauk gimnazjalnych w Warszawie studiował nauki historyczno-filologiczne w Szkole Głównej, a po jej przekształceniu – na Cesarskim Uniwersytecie Warszawskim. Po ukończeniu studiów w 1871 został sekretarzem Rady Zarządzającej Kolei Warszawsko–Wiedeńskiej, od 1888 był członkiem redakcji „Bibljoteki Warszawskiej”.
Oprócz poezji lirycznych, umieszczanych w czasopismach warszawskich, pomiędzy którymi odznacza się poemat większych rozmiarów „Opętany” (Kłosy, 1876), oraz wielu artykułów krytycznych, napisał: „O własnej sile” komedia wierszem w 3 aktach; „U wrót szczęścia” dramat wierszem w 1 akcie; „O poetach i poezji arabskiej przed Mahometem” (Bibljoteka Warszawska, 1878 i oddzielnie w tym samym roku); „Przegląd literatury hiszpańskiej” (Bibljoteka Warszawska, 1879); „Najznakomitsi komedjopisarze hiszpańscy”, studium literackie (Ateneum, 1879); „Przegląd najnowszej literatury włoskiej” (Bibljoteka. Warszawska, 1880); „Komedji wybranych Lope de Vegi” przekład wierszem (Warszawa, 1881); „Florentyna z Domaszewskich Włoszkowa” (1881); „Tryumfy orła i zaćmienia księżyca” Józefa de la Vegi (przekład, wyd. Mathias Bersohn w dwóchsetną rocznicę odsieczy Wiednia przez króla polskiego Jana III), Warszawa 1883 r.; „Historja literatury chińskiej, arabskiej, perskiej j japońskiej” (t. 1 i 2 „Dziejów literatury powszechnej” ukazujących się w „Bibliotece najcelniejszych utworów, Warszawa 1885 r. i 1887 r.); „Teatr na Wschodzie” (Echo 1884); „Kobieta na Wschodzie w życiu i literaturze” (Kłosy, 1885); „Alfred Tennyson” (1886); „Współcześni dramaturgowie hiszpańscy” (1887); „D. Emilja Castelar” (1888); „Historja literatury francuskiej i portugalskiej, wiek XVI i XVIII” (1889). W 1901 roku rozpoczął na wielką skalę wydawnictwo pt. „Historja literatury w monografjach”, z ilustracjami, oryginalnie napisana, w „Bibljotece dzieł wyborowych”; do stycznia 1903 roku ukazało się siedem tomów, obejmujących literatury: egipską, babilońską, asyryjską, chińską, japońską, arabską, indyjską, perską i żydowską.
Odznaczony Krzyżem Niepodległości z Mieczami, Krzyżem Walecznych i francuską Legią Honorową.
Pochowany na cmentarzu Powązkowskim w Warszawie w Alei Zasłużonych (grób 10).

## Upamiętnienie
Od 1938 roku jego imię nosi ulica na warszawskim Żoliborzu.